# Sunne (gemeente)
Sunne is een Zweedse gemeente in de provincie Värmlands län. Ze heeft een totale oppervlakte van 1457,1 km² en telde 13.604 inwoners in 2004.

## Plaatsen
- Sunne (plaats)
- Rottneros
- Västra Ämtervik
- Lysvik
- Uddheden
- Södra Borgeby en Gullsby
- Gjutaregården
- Bäckalund
- Gunnarsby en Ingmår
- Gullsby
- Lövstaholm
- Gettjärn
- Södra Såneby
- Gjutaregården
- Bjälverud
- Östanbjörke
- Brandsbol, Forsnäs en Norra Bråne